# Saline (Michigan)
Saline ist eine Stadt im Washtenaw County im US-Bundesstaat Michigan zwischen Toledo und Detroit; sie wurde 1832 gegründet. Das U.S. Census Bureau hat bei der Volkszählung 2020 eine Einwohnerzahl von 8948 ermittelt.

## Bevölkerungsstatistik
Nach der Volkszählung von 2000 leben in Saline 8.034 Menschen in 3.148 Haushalten und 2.134 Familien. Die Bevölkerungsdichte liegt bei 670,0 Personen/km². Auf die Fläche der Stadt verteilt befinden sich 3.213 Wohneinheiten, das entspricht einer mittleren Dichte von 267,9 Personen/km². Die Bevölkerung teilt sich auf in 95,69 % Weiße, 0,74 % Afroamerikaner, 0,32 % indianischer Abstammung, 1,94 % Asiaten und 1,73 % mit zwei oder mehr Ethnizitäten. 3,50 % der Einwohner sind Hispanics.
In 38,7 % der 3.048 Haushalte leben Kinder unter 18 Jahren, 54,2 % sind verheiratete Paare, die zusammen leben, 10,8 % Frauen ohne Ehemann, und 32,2 % sind keine Familien. 27,8 % aller Haushalte werden von Einzelpersonen und 9,7 % von Einzelpersonen über 65 bewohnt. Die durchschnittliche Haushaltsgröße beträgt 2,49, die durchschnittliche Familiengröße 3,09 Personen.
28,6 % der Einwohner sind unter 18 Jahre alt, 5,7 % zwischen 18 und 24, 32,6 % zwischen 25 und 44, 21,8 % zwischen 45 und 64 und 11,3 % 65 und älter. Das Durchschnittsalter liegt bei 33 Jahren. Auf 100 Frauen kommen 81,2 Männer.
Das mittlere Einkommen eines Haushalts in Saline liegt bei 59.382 US$, das mittlere Einkommen einer Familie bei 73.162 US$. Männliche Bewohner Salines verdienen durchschnittlich 51.391 US$, weibliche 32.254 US$. Das Pro-Kopf-Einkommen der Stadt beträgt 26.208 US$ 4,0 % der Bevölkerung und 3,0 % der Familien leben unterhalb der Armutsgrenze.

## Städtepartnerschaften
Partnerstädte von Saline sind
- Brecon, Wales seit 1966
- Lindenberg im Allgäu, Deutschland seit 2003

## Söhne und Töchter der Stadt
- Samuel Panzica (* 1992), Pokerspieler
- Steven Bastien (* 1994), Leichtathlet